# William Baird
Pour les articles homonymes, voir Baird.
William Baird  (1803-1872) est un médecin et zoologiste écossais.

## Publications
- (en) Baird W., 1853. Catalogue of the Species of Entozoa, Or Intestinal Worms: Contained in the Collection of the British Museum. British Museum (Natural History), Department of Zoology, order of Trustees, 132 pages (BHL).